# HHHグループ
HHHグループ （HHH GROUP、トリプルエイチグループ）は、日本のアダルトビデオメーカーグループ。複数の製作グループの集合体。HHHは“ホントにホットでエッチ”の略とされている。

## 概要
2016年3月をもってSODグループを離脱したHunterを中心にしたアダルトビデオ制作・販売グループ。公式サイトでは『超混種ハレンチグループ』と称している。アウトビジョン系列に販売を委託している。
Hunter、アパッチ、ゴールデンタイム、ATOM、お夜食カンパニー、ぐりーんあっぷる、ロイヤル、ジャックポットシステムといったメーカーを抱え、一つ一つは小さなメーカーながら公式サイトの統一、発売日の統一、流通の統一、キャンペーンの統一などを図り、大手メーカーとの競争力保持を図る。

## グループメーカー
- Hunter

草食男子メーカー。
- Hunter BLacK

肉食男子メーカー。
- ROYAL

出演女優の魅力を引き出すことに特化したキカタン系メーカー。
- Hsoda

企画+キカタン系メーカー

### 活動停止
- JACKPOT SYSTEM(ジャックポットシステム、-2023年6月)

テーマは等身大。VR専門メーカー。
- メルティーライン

ニッチなフェチ映像メーカー。現行ではVR専門メーカー。
- お夜食カンパニー (-2025年1月)

アダルトビデオ界のお夜食メーカー。
- Apache(アパッチ、-2021年9月)

場所をえらばない野生凌辱メーカー。
- AtoM (-2021年5月)

素人参加型ゲーム企画やユニーク企画をリリースするメーカー。
- ゴールデンタイム (-2021年5月)

非モテ放送作家による、設定フェチメーカー。